# Hull (Iowa)
Hull – miasto w Stanach Zjednoczonych, w stanie Iowa, w hrabstwie Sioux. Zgodnie ze spisem statystycznym z 2010 roku miasto liczyło 2 175 mieszkańców.